# Бургграфы
«Бургграфы» (фр. Les Burgraves) — драма французского писателя Виктора Гюго, премьера которой состоялась 7 марта 1843 года в театре «Комеди Франсэз». Пьеса не имела успеха у публики и стала последним из произведений Гюго, поставленных на сцене при его жизни. Действие «Бургграфов» происходит в Германии XII века. Тематически пьеса связана с книгой очерков Гюго «Рейн» и вдохновлена путешествием по этой реке, которое писатель совершил с Жюльетт Друэ.
В предисловии к первому изданию «Бургграфов» Гюго пишет, что изображённая им единая Германия — часть более широкой картины будущей объединенной Европы, в которой центральную роль будет играть Франция.